# Fox (powieść)
Fox (ang. The Fox) – powieść sensacyjna, autorstwa Fredericka Forsytha. Powieść w polskim tłumaczeniu Roberta Walisia ukazała się 3 lipca 2019 roku nakładem wydawnictwa Albatros.

## Treść
Nastoletni brytyjski haker o niewyobrażalnie błyskotliwym umyśle pod opieką MI6 i CIA włamuje się do wrogich baz danych i przejmuje nad nimi kontrolę z możliwością ingerowania w oprogramowanie. Umysł może być najgroźniejszą bronią. 